# ۹ ربیع‌الثانی
۹ ربیع‌الثانی، نهمین روز از ماه ربیع‌الثانی در تقویم هجری قمری است.
در تقویم هجری قمری قراردادی این روز نود و هشتمین روز سال است.

## زادگان
رسول محمدی

## درگذشتگان
- ۱۴۱۹- خلیل العطیه،  ادیب و استاد دانشگاه عراقی .